# 枸酱
枸酱是《史记》中记载的一种产自于汉朝蜀郡的酱料、饮料或酒，因年代久远，已很难考证。枸酱的产地有多种说法，包括有今贵州省的怀仁市、习水县和六盘水市的郎岱镇。枸酱的原料也有多种说法，包括有拐枣、魔芋、猕猴桃、红籽等。